# EXPAL BME 330 C
EXPAL BME 330 C – hiszpańska bomba kasetowa wyposażona w spadochron hamujący skonstruowana w latach 80. XX wieku. Wewnątrz korpusu bomby przenoszonych jest 180 podpocisków typu CP (odłamkowy), CH (przeciwczołgowy) i SNA (odłamkowy z opóźnionym zapłonem).